# Michel Comte

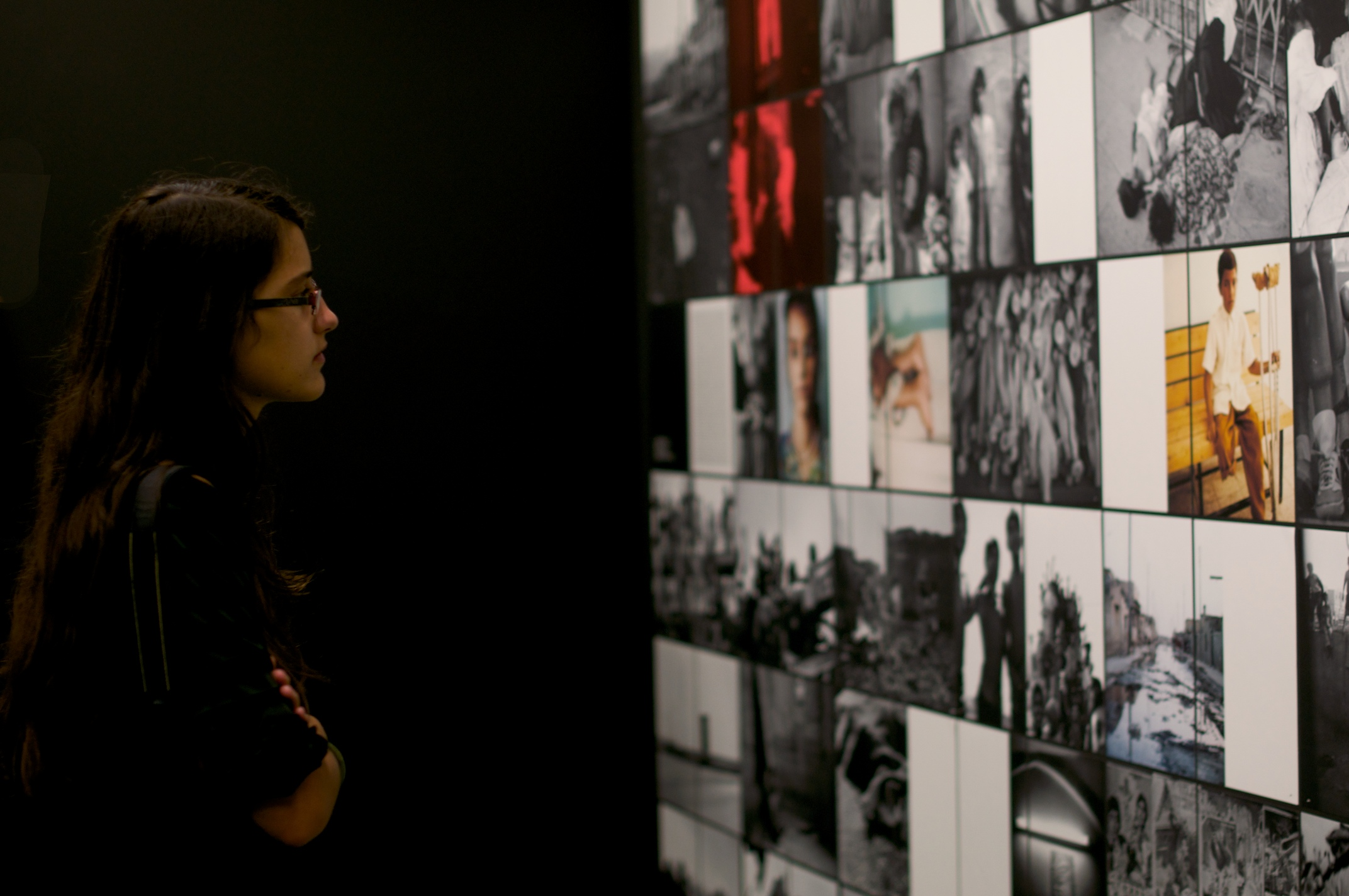
Výstava Michela Comteho, Curych, 2009

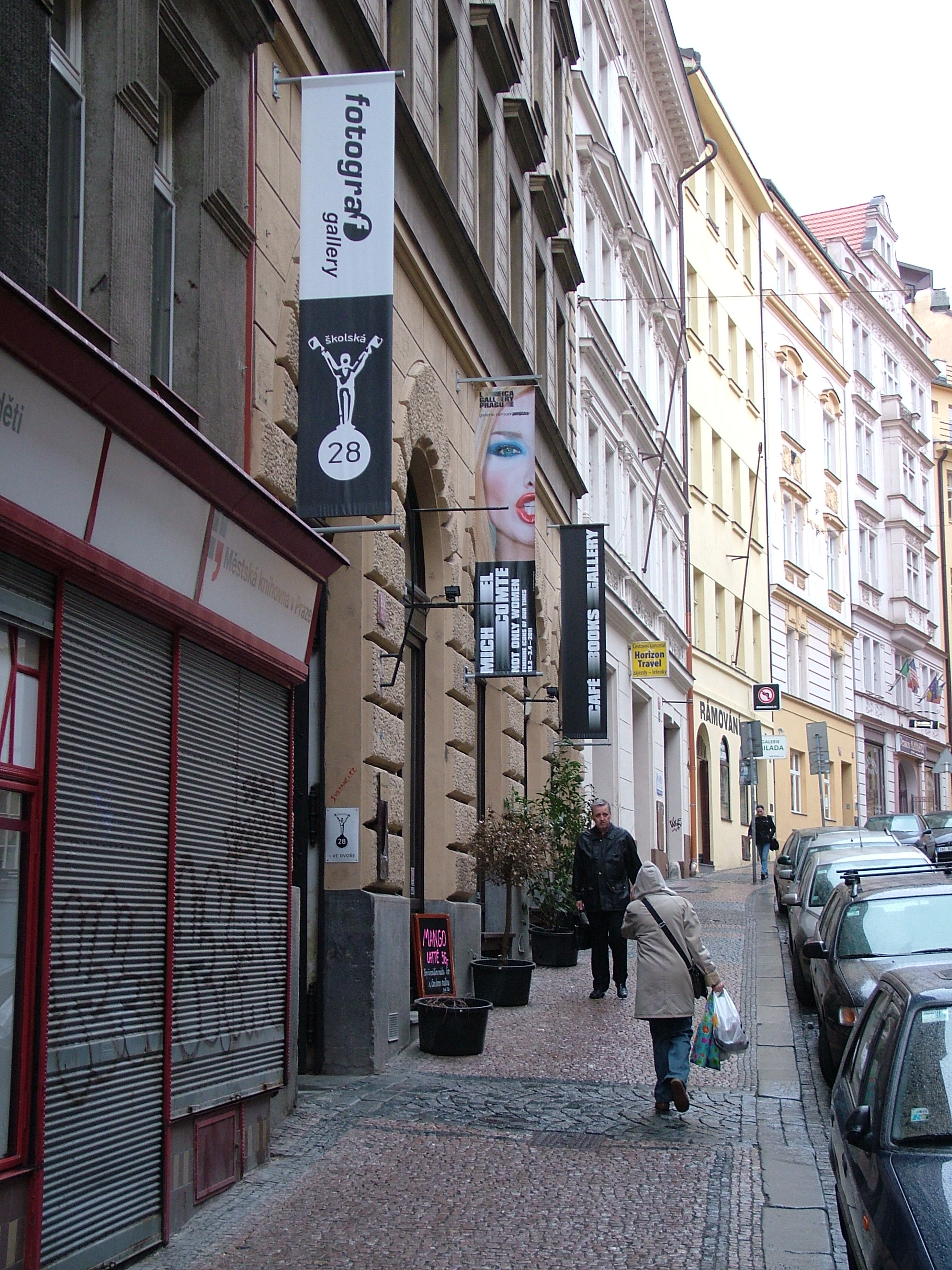
Výstava Michela Comteho Not Only Women. Ženské ikony naší doby., Leica Gallery, Praha, 2011

Michel Comte (* 19. listopadu 1954 Curych) je švýcarský módní, portrétní, reportážní a sociální fotograf, vnuk průkopníka letectví Alfreda Comteho.

## Život a dílo
Po vystudování oboru restaurátora nejprve pracoval v Galerii umění v Curychu (Bruno Bischofberger) a potom se věnoval fotografii pro curyšského módního návrháře Hannese B.. Mezi jeho nejslavnější obrazy patří černobílá fotografie bývalé modelky Carly Bruniové. Originál tohoto obrazu se prodal 10. dubna 2008 v dražbě v aukci Christie’s za cenu 91 000 euro. Kromě manželky francouzského prezidenta byly mezi portrétovanými také Sophia Loren nebo Louise Bourgeois, Cindy Crawford nebo Sharon Stone. Kromě portrétů významných žen se Comte skloní k tématu glamouru.
| „                   | Je to potulný rytíř fotografie: tulák, dobrodruh, nomád s fotoaparátem. | “ |
| — Geraldine Chaplin |                                                                         |   |

Jako restaurátor v Paříži pracoval pro společnost Ungaro, později pomáhal při kampani Ungaro v časopisu Vogue. Během své kariéry cestoval po celém světě, spolupracoval s Karlem Lagerfeldem, pracoval na reklamních kampaních pro značky, jako jsou Armani, Dolce & Gabbana, Chloé, Nike, Versace, Gianfranco Ferré, Chanel, Lancôme, později i BMW, Ferrari, Mercedes-Benz, Sony, Siemens a další.
Fotografoval světově známé herečky, modelky, zpěvačky a další umělkyně. Jedinečná schopnost zachytit tváře a těla se mu stala téměř loveckou posedlostí.
| „              | Moje snímky často vznikají zcela spontánně a náhodně. | “ |
| — Michel Comte |                                                       |   |

Jeho snímky často vznikají velmi rychle, lehce, přímočaře, spoléhá na intuici a momentální nápad. Snímek režisérky Sophie Coppolové, jak se koupe v červených šatech v napuštěné vaně vznikl za několik málo minut v hotelu. Sophii Lorenovou zachytil se zářícíma vzhůru upřenýma očima, téměř stoletou sochařku Louise Bourgeois zahalil do černého kabátu na tmavém pozadí tak, že připomíná Rodinovu sochu Honoré de Balzaka. Ze snímku Geraldiny Chaplinové z divadelní šatny je cítit vůně pudru a cigarety. Kromě žen jsou jeho tématem závody F1, dokumentuje dění kolem stáje Ferrari, sleduje zejména Michaela Schumachera.
Kromě portrétování cestuje na místa válečných konfliktů – do Izraele, Iráku, Afghánistánu, Bosny, Etiopie, Súdánu, Tibetu a Kambodže.
Nyní žije v New Yorku, je rozvedený a má dvě děti (nar. 1987 a 1993).

## Charitativní činnost
Realizoval několik fotografických projektů pro muzea a galerie, pracoval také jako reportér pro Mezinárodní výbor Červeného kříže. Jeho nadace Michel Comte Water Foundation financovala projekty na čištění vody. Část výtěžku z prodeje kosmetické řady Shared Water odtéká do této nadace.

## Filmy
- War – 12 x 12 or imagine Peace, 2005/07 o dětech za války

## Výstavy
- 2011 Michel Comte. Not Only Women. Ženské ikony naší doby., Leica Gallery a Galerie Vernon, Praha